# Gymnopleurus atratus
Gymnopleurus atratus är en skalbaggsart som beskrevs av Johann Christoph Friedrich Klug 1845. Gymnopleurus atratus ingår i släktet Gymnopleurus och familjen bladhorningar. Inga underarter finns listade i Catalogue of Life.